# Carlos Ramírez (baseball)
Pour les articles homonymes, voir Carlos Ramírez et Ramírez.
Carlos Alejandro Ramírez (né le 24 avril 1991 à Saint-Domingue, République dominicaine) est un lanceur de relève droitier des Blue Jays de Toronto de la Ligue majeure de baseball.

## Carrière
Carlos Ramírez signe son premier contrat professionnel le 5 mars 2009 avec les Blue Jays de Toronto. À l'origine un joueur de champ extérieur, ses premières saisons en ligues mineures sont marquées par de mauvaises performances à l'attaque, ce qui incite les Blue Jays à lui suggérer d'essayer le poste de lanceur au printemps 2014. Hésitant, il accepte à l'insistence de l'instructeur Dane Johnson.
En 2017, Ramírez n'accorde aucun point mérité en 25 présences en relève dans les ligues mineures. Il fait ses débuts dans le baseball majeur avec les Blue Jays de Toronto le 1er septembre 2017, retirant 6 frappeurs sur 6 en deux manches lancées face aux Orioles de Baltimore.